# The Encantadas
The Encantadas or Enchanted Isles (deutsch Die Encantadas oder Verschwundenen Inseln, Die Encantadas oder Die Verzauberten Inseln, Die verzauberten Inseln oder Encantadas, Die verfluchten Inseln) ist eine durch Herman Melville verfasste Sammlung von Essays und schein-authentischen Kurzgeschichten. The Encantadas erschien 1854 in Putnam's Monthly Magazine und 1856 als Teil der Piazza-Erzählungen (Originaltitel: The Piazza Tales).

## Kurzbeschreibung
Die aus zehn sogenannten Skizzen bestehende Textsammlung The Encantadas schildert Landschaft, Fauna, Flora und menschliche Schicksale auf den Islas Encantadas, heute bekannt als Galapagosinseln.

## Inhaltsangabe
Die erste und zweite Skizze beschreiben die Encantadas als wüst und einsam.  Diese „abgestorbenen Welten“ wirken veränderungslos und unwirklich. Für Menschen seien die Encantadas nahezu unbewohnbar, ebenso für größere Tiere, weswegen die Fauna vor allem aus Kleingetier bestehe. Kein Kleingetier, aber wie „römische Kolosseen in erhabenem Verfall“ seien die Galapagos-Riesenschildkröten: „Das von diesen Geschöpfen eingegebene große Gefühl war das des Alters – zeitloser, unbegrenzter Dauer“. Dennoch enden die Tiere rasch als Schildkrötenschnitzel, -schmorbraten und in einer Suppe.
Die dritte und vierte Skizze widmen sich dem Redondo-Felsen. „Hier landen Vögel, die noch nie einen Mast oder einen Baum berührt haben, Einsiedlervögel, die stets allein fliegen“ Melville schildert ausgiebig die Vogelwelt, zu der der Galapagos-Sturmvogel zählt. Sein Gezirp klinge „dem Fahrensmann genauso unheilverkündend wie dem Bauern das Klopfen der Totenuhr im Kaminpfosten, und daß er vor allem die Encantadas bewohnt, trägt für den Seemann nicht wenig zu seiner unheimlichen Magie bei.“ Die Höhe des Felsen und seine Vogelwelt nutzt Melville, sich in die Vogelperspektive zu begeben und „die wilden und zu Kohle verbrannten Verwunschenen Inseln“ in einen umfangreicheren geographischen Kontext zu setzen: Melville schildert beispielsweise die neben den Encantadas weiteren „Wachpostengruppen“ vor der südamerikanischen Pazifikküste: einerseits den Desventuradas-Inseln, andererseits den Juan-Fernández-Inseln.
Nachdem sich die fünfte Skizze mit einer historischen Begebenheit um die amerikanische Fregatte Essex beschäftigt, die sechste Skizze mit der verhältnismäßig fruchtbarsten Insel Barrington Island als „sicheren Zufluchtsort und unauffindbares Versteck“ von Piraten wie Cowley oder Dampier, folgen drei Skizzen fiktiveren Charakters.
Bei der siebenten Skizze handelt es sich um eine Verschmelzung tatsächlicher Personen, eine Allegorie auf autoritäre Gewaltherrschaft. Laut Melville hatte sich ein „gewisser kreolischer Abenteurer“, dessen Name Melville vergessen zu haben vorgibt, für seine soldatischen Dienste von der gerade unabhängig gewordenen peruanischen Regierung mit der Encantadas-Insel Charles Island als unabhängigen Kleinstaat entlohnen lassen. Geschützt habe der Kreole sich mit „einer disziplinierten Kavallerie-Kompanie großer, grimmiger Hunde“, die Insel besiedelt mit 80 dafür angeworbenen Personen beiderlei Geschlechts und Matrosen, die er von anlegenden Schiffen lockte. Seine Tyrannei wurde letztlich gestürzt zugunsten einer republikanischen „Aufruhrokratie, die sich dadurch auszeichnete, daß sie keine Gesetze, sondern nur Gesetzeslosigkeit kannte.“ Der Kreole landete im Exil auf dem südamerikanischen Festland. Zum Abschluss dieser Skizze erklärt Melville, dass bei seinem ersten Besuch der Encantadas-Gruppe (1841) die Republik immer noch bestanden hätte.
Auch die achte Skizze ist fiktiv: Sie könnte durch einen Briefwechsel Melvilles mit seinem Freund Nathaniel Hawthorne oder Ereignisse um die Verschollene von San Nicolas angeregt worden sein. Diese Skizze handelt von einer peruanischen Indianerin namens Hunilla, die sich zusammen mit Gatten und Bruder von einem französischen Walfangschiff auf Norfolk Island aussetzen lässt (einer Encantadas-Insel, die laut Melville „weit im Nordosten“ und „von den anderen abgeschieden“ läge), um dort mit der Herstellung von Schildkrötenöl zu beginnen. Doch Gatte und Bruder kommen beim Fischfang um, und für Hunilla beginnt eine Robinsonade, von der sie erst durch den Ich-Erzähler erlöst wird. Die Geschichte endet damit, dass Hunilla auf einem Esel in ihre Heimatstadt einreitet gleich Jesus Christus in Jerusalem (Joh 12,12–20 ).
Bei der neunten Skizze handelt es sich ebenso wie bei der siebenten Skizze um eine politische Allegorie, die Melville auf Hood Island platziert. Impuls für die Skizze war die Geschichte des Seemans Patrick Watkins, die Melville als Ausgangspunkt für eine ausführliche Untersuchung charakterlicher Unbeständigkeit nahm. Titelfigur ist der Einsiedler Oberlus, eine Caliban-Figur, die „wie das Opfer einer tückischen Zauberin wirkte“. Durch List und Tücke schwingt der Ex-Seemann Oberlus sich auf zum Oberhaupt einer „aus Mischlingen und Mördern zusammengesetzten Bande“ auf. Oberlus macht sich letztlich auf einem geraubten Boot nach Südamerika davon, endet aber in einem Festlands-Gefängnis.
Die zehnte Skizze von The Encantadas mischt Fakten und Seemansgarn zu reizvollen Miniaturen wie die von einem auf einer einsamen Insel ausgesetzten Matrosen, der erkannte, „daß Bleiben sicheren Tod bedeutete und daß ihm nichts Schlimmeres als der Tod drohte, wenn er die Insel verließe. Daher tötete er zwei Robben, blies ihre Häute auf und verfertigte ein Floß, auf dem er zur Charles-Insel gelangte, wo er sich der dortigen Republik anschloß.“

## Textanalyse
Entsprechend der Mischform aus Fakten und Fiktion handelt es sich bei The Encantadas um eine Textsammlung, bei der mal die Ich-Erzählsituation im Vordergrund steht, mal die auktorial erzählte Textform. Orte der Handlung sind vor allem die Encantadas-Inseln, in der vierten Skizze aber allgemein der Pazifik vor der südamerikanischen Westküste. Die Zeit der Handlung variiert von Skizze zu Skizze; gelegentlich wirkt die Handlung gleich den Inseln aus der Zeit gefallen.

### Themen
Vulkanische und menschliche Schlacken
Auffällig oft verwendet Melville in The Encantadas ein ganz bestimmtes Bild – schon mit den ersten Worten des ersten Satzes „Denkt euch fünfundzwanzig Schlackenhaufen…“ zur Schilderung der Inselgruppe aus der Vogelperspektive. Das Schlacken-Bild (im englischen Original: cinder) taucht ferner auf, wenn von „den Gestaden der schlackigen Encantadas“ die Rede ist oder „dieser schlackigen Einöde“ sowie – je nach Übersetzung – auch noch im Begriff „Hochofenschlacke“ (im englischen Original allerdings dross). Ebenso, wie die Landschaft der Encantadas Schlacke vulkanischen Ursprungs ist, ausgespien aus dem Innern der Erde, wird das Bild vermittelt, dass die wenigen menschlichen Encantadas-Bewohner menschliche Schlacken sind, ausgespien aus dem Innern der Gesellschaft oder aus ihr geflohen: „Ein dumpfer Haß gegen das tyrannische Schiff beseelt den Matrosen, und mit Freuden tauscht er es gegen die Inseln ein, die ihm, obschon von ewigen Glutwinden versengt, in ihrem labyrinthischen Innern doch eine Zuflucht bieten“, heißt es in der letzten Skizze: „Daher sind die Encantadas der frei gewählte Zufluchtsort aller Arten von Ausreißern geworden, von denen manche die gar betrübliche Erfahrung machen, daß die Flucht vor der Tyrannei noch lange kein sicheres Asyl, geschweige denn ein glückliches Heim bietet.“
Macht und Ohnmacht
Die weitgehend fiktiven Skizzen 7 bis 9 thematisieren menschliche Ohnmacht (Skizze 8) oder zeigen in den Skizzen 7 und 9, „daß selbstischer Ehrgeiz oder die Liebe zur Macht um ihrer selbst willen, weit entfernt, eine Schwäche besonders vornehmer Geister zu sein, von Wesen geteilt wird, die überhaupt keinen Geist besitzen“, so Melville: „Der unglückliche Kreole, der auf der Charles-Insel sein kurzfristiges Königtum genoß, war in gewissem Sinne vielleicht nicht einmal durch unwürdige Motive beeinflußt“, so Melville: „Seine summarische Erschießung vieler seiner peruanischen Untertanen ist verzeihlich, wenn man die verwegenen Charaktere, mit denen er es zu tun hatte, in Betracht zieht“, bekundet Melville: „Für den König Oberlus […] können jedoch überhaupt keine Milderungsgründe beigebracht werden; denn er handelte aus purer Lust an Tyrannei und Grausamkeit“.

### Fiktive Figuren (Auswahl)
- Der Kreole: Er stammt aus Kuba und ist „wegen seiner Tapferkeit und seines Kriegsglücks schließlich in der vaterländischen [peruanischen] Armee zu hohem Rang“ aufgestiegen,[18] den er sich von der unabhängigen peruanischen Regierung nun belohnen lassen will. Von Beginn an verachtet er seine Untertanen,[19] ist vom Erfolg seines Unternehmens bitter enttäuscht und agiert hinterlistig, um seine Interessen durchzusetzen.[37]
- Hunilla: Sie ist eine Halbblut-Indianerin, zum Zeitpunkt der Handlung seit drei Jahren mit einem Spanier verheiratet. Sie gleicht beim Verlassen ihrer Einöde sowie einiger Hunde, die aus Proviantmangel nicht mitgenommen werden können,[38] „einem Menschen, der die bitterste Erdenqual erlitten hat und sich fortan damit zufrieden gibt, daß alle schwächeren Stränge seines Herzens gerissen sind.“[39]
- Oberlus: Dieser Ex-Seemann ist ein Europäer, „der so teuflische Eigenschaften in diese Einöde trug, wie sie kaum bei den umwohnenden Kannibalen gefunden werden.“[29] Er begründet auf seiner Insel einen „königlichen Einmannstaat“.[40]

## Nachwirkung
Textauszüge aus The Encantadas wurden von Tobias Picker vertont. Ferner inspirierte „The Encantadas“ die österreichische Komponistin Olga Neuwirth zu ihrem Le Encantadas o le avventure nel mare delle meraviglie. Darüber hinaus gibt es eine Verfilmung der Hunilla-Skizze unter dem Titel As Ilhas Encantadas (1964, Regie Carlos Vilardebó).

## Deutschsprachige Textausgaben (Auswahl)
- Herman Melville: Die Encantadas oder Verschwundenen Inseln. In: Herman Melville: Meistererzählungen. (=detebe-Klassiker. Band 22435). Aus dem Amerikanischen von Günther Steinig. Diogenes, Zürich 1993. ISBN 3-257-22435-4. S. 236–321.
- Herman Melville: Die Encantadas oder Die Verzauberten Inseln. In: Herman Melville: Piazza-Erzählungen. (=Klassiker der Literatur und der Wissenschaft. Band 106/107). Übersetzt von Wilhelm E. Süskind und Hans Studniczka. Rowohlt, Reinbek bei Hamburg 1962. S. 179–250.